# Польская геральдика
Польская геральдика имеет ряд особенностей, которые кардинальным образом отличают её от других геральдических систем в гербоведении.
Система польских гербов отличается от системы западноевропейских гербов чрезвычайно простым составом и тем фактом, что в ней каждый герб имеет своё название и используется не отдельным родом людей, а десятками, а иногда и сотнями фамилий. В польской геральдике герб не имеет той неразрывной связи с личностью владельца, которая характеризует западноевропейскую геральдику и способствует развитию гербоведения как научной дисциплины.
В Польше землевладельцы (шляхта), проживающие на соседних территориях и, вероятно, являющиеся родственниками, во время войны выступали под одним знаменем. Родовые знаки, помещенные на знамени и происходящие, вероятно, от рунических знаков, сначала, как таковые, гербом не являлись. Они служили, скорее, лишь системой опознавания «свой-чужой», будучи следом древних кланов и родов. С развитием феодальных отношений, герб крупного землевладельца закреплялся не только за его семьёй, но и за его вассалами (холопами, быдлом). При завоевании Польшей каких-либо земель феодал, внедрившийся на эти территории, при этом сообщал свои геральдические эмблемы и новым подданным. В XIV веке, когда западноевропейская геральдическая традиция достигла Польши, эти родовые знаки были подчинены правилам геральдики, и тем самым возникла собственно польская система гербов. Вскоре после появления гербов в Польше появилась и должность герольда.
В правление Казимира III Великого западноевропейская геральдическая традиция стала быстро вытеснять традиционную систему родовых знаков: вместо родовых знамён были введены областные. Начиная с Городельской унии 1413 года, геральдика, уже в польском её варианте, начинает проникать на территорию Великого княжества Литовского. В соответствии с условиями унии, польские аристократы приписывали к своим гербам католические роды Великого княжества Литовского, несколько позже к этим же гербам были причислены и православные. Ранее существовавшие здесь эмблемы также претерпевают изменения и превращаются в уникальные гербы, которые принимают виднейшие роды Великого княжества.
В лексикон шляхты (польского дворянства) вошло понятие «гербовое родство», когда семьи, не состоявшие в генетическом родстве, объединялись под одним гербом. Списки приписанных к одному гербу доходили до нескольких сот фамилий. В практику вошло указывать вместе со своей фамилией или прозвищем и название герба, что объясняет наличие в Польше и Великом княжестве Литовском большого количества двойных фамилий. Название гербы получали:
- по фамилии магната, владевшего гербом;
- по фамилии или прозвищу первого владельца герба;
- по легендарному герою, якобы пользовавшемуся гербом;
- по фигурам или их композициям в гербе.

Если по какой-то причине в композицию герба вносились изменения, то герб менял название или образовывал модификацию — «одмяну» (пол. odmiana herbowa); вторую, третью и так далее — прежнего герба. Были и обратные случаи, когда один и тот же герб в разные периоды носил разные названия. Для гербов и одмян, принадлежащих только одному роду или семейству, в польской геральдике существует специальное название — собственный герб (пол. herb własny).
Кроме того, в отличие от многих других стран, находившихся в сфере западноевропейской геральдической традиции, Речь Посполитая никогда не имела официальной Герольдии, и функцию регистрации гербов (в самом прямом смысле этого слова, то есть регистрации факта существования герба, а не права на герб) взяли на себя частные лица — авторы «гербовников» — написанных и изданных в XVI—XVIII веках справочных изданий по шляхетской генеалогии и геральдике. Эти гербовники (Окольского, Папроцкого, Несецкого и других) включали далеко не все гербы шляхты, в них были пропущены многие фамилии (оставшиеся неизвестными авторам), что впоследствии создавало некоторые проблемы с «геральдической самоидентификацией» некоторых родов. Известны случаи, когда под влиянием гербовников целые шляхетские семьи отказывались от прежних, собственных, гербов и принимали польские, которыми пользовались упоминаемые в этих книгах однофамильцы.
Ситуация коренным образом изменилась после раздела и последующей аннексии земель Речи Посполитой соседними государствами. Окончательное закрепление практически во всех шляхетских семьях тех или иных родовых гербов (иногда отличных от употреблявшихся прежде) относится именно к этому периоду и связано с определением сословной принадлежности лиц, относивших себя к шляхте, на землях, аннексированных Российской империей в 1772, 1793, 1795 годах (разделы Речи Посполитой), в 1806 году (Белостокское воеводство) и в 1815 году (Царство Польское).
В изъятие из общероссийских правил права тамошних родов на их родовые гербы рассматривались местным Сенатом самостоятельно (одновременно с признанием семей в дворянстве). Лишь в случае, когда семьи приобретали дворянство уже на российской службе, для них составлялись новые гербы, передаваемые на Высочайшее утверждение. Коренное, старое дворянство пользовалось своими родовыми гербами, и в официальных списках дворян Царства Польского, опубликованных в 1851—1853 годах, указаны и гербы этих семей; изображения этих гербов помещались и на дипломах, выдаваемых Государственным Советом Царства Польского лицам, доказавшим своё дворянство.
Польская геральдика непосредственно повлияла на становление геральдики российской. До самого конца XVIII века российское дворянство, особенно выслужившееся согласно «Табели о рангах», широко и бесконтрольно использовало польские геральдические эмблемы. Довольно импровизированно ими пользовались и те, кто был потомком польско-литовской шляхты, и те, кто просто узурпировал это право, пользуясь сходством фамилий или какими-то другими соображениями.

## Цвет
Чаще всего в польских гербах использовались следующие цвета: красный (пол. Czerwień) и голубой, а также чёрный и зеленый.
| Тинктуры | Металлы | Металлы | Финифти           | Финифти  | Финифти | Финифти   | Финифти | Меха         | Меха      |
| -------- | ------- | ------- | ----------------- | -------- | ------- | --------- | ------- | ------------ | --------- |
| Щиты     |         |         |                   |          |         |           |         |              |           |
| русск.   | Золото  | Серебро | Лазурь            | Червлень | Зелень  | Пурпур    | Чернь   | Горностаевый | Беличий   |
| польск.  | Złoty   | Srebrny | Niebieski (Modry) | Czerwony | Zielony | Purpurowy | Czarny  | Gronostaj    | Popielice |

Абданк
Елита
Помян
Годземба
Лелива

## Гербовые фигуры
| Геральдические фигуры |       |      |                 |                |       |                         |          |                             |
| русск.                | Столб | Пояс | Правая перевязь | Левая перевязь | Крест | Андреевский крест       | Стропило | Кайма                       |
| польск.               | Słup  | Pas  | Skos            | Skos lewy      | Krzyż | Krzyż świętego Andrzeja | Krokiew  | Skraj, Bordiura heraldyczna |

- буйвол: На Касках
- медведь (Беренсы, Равич), конь (Старыконь), лев (Деболи, Борман, Правда), козёл (Вольбек, Верушова), олень (Аркьен, Нагрододар), еж (Ёж)
- ворон (Слеповрон, Езержа, Корвин), орел (Амадей, Сулима, Солтык, Лиможеньчик), лебедь (Лебедь, Долабендзь, Лабендзик, Папарона, Шемиот), журавль (Тачала), сова (Геленец),
- змея (Чара),
- пчела (Ценжосил, Прасовец, Дрогодар, Долабендзь, Печа, Самопенд),
- рыба (Вадвич, Язгарек),
- дракон (Трах), единорог (Боньча, Душек)
- рак (Варня)
- дерево (Цимерман), лилия (Бодула, Гоздава, Гульч, Вержбна, Фризе), роза (Роля, Рамульт, Рожана)
- грибы (Байбуза)
- страусиные перья: три — Лукоч, Працослав, Любичобра, Мирон, Селюня, Целеев, Шранки, Пендзиц, Роленслав, Труйстржаль, Пржикорвин, Пржичина, Боретти; четыре — Власносил; пять — Даревский, Денис, Пржемысломерж, Рудзец.
- Борзая: Ляский
- сфинкс: Скритомир
- рука: Стржелец
- тростник:Тржцинец

### Артефакты
Наконечник стрелы (Богория), меч (Павенза, Ровня, Семпец), грабли (Грабе, Гениш), ярмо (Абрахимович), топор (Топор, Бокей, Кулак, Рожана), подкова (Ястржембец, Пухала, Лада, Лзава, Белина, Яцына, Покора, Слеповрон, Долэнга), трубы (Трубы), якорь (Юньчик, Радзиц, Гепперт, Працотвор), ключ (Руже, Покора, Ясенчик), водяное колесо (Беч), шахматная ладья (Першхала), шпага — Остржец, кариатида — Кариатида (герб), граната — Павинец.

### Абстрактные символы
- восьмиконечная звезда (Штернберг)
- могендовид — Лабендзик, Лелива, Гейштор, Гелгуды, Геленец, Чара, Цёс, Эсткен, Орля
- пятиконечная звезда — Пятирог, Алан
- тамплиерский крест (пол. krzyż kawalerski — равносторонний крест с расширяющимися концами) — Бялыня, Божаволя, Кшивда, Хабеэдиле, Долэнга
- лотарингский крест — Свечинц, Пилява
- патриарший крест — Бойча, герб Ягеллонов
- полумесяц — Тарнава, Тшаска, Шелига, Орда, Кржижовец
- шаховница — Вчеле, Забава, Бандемер, Стоентин
- Шренява (S)
- треугольник (Ценжосил)
- тамга(руно)образные символы: Одынец, Курч, Мсцигнев
- три горизонтальные полоски (в форме перевернутой трапеции) — Вукры, Хабеэдиле
- Ленкавица (W) — Абданк, Кроква, Скарбек, Тойпин
- Кадуцей — Мыслиницы